# 逻辑与

文氏图

在逻辑和数学中，逻辑合取或逻辑与或且是一个二元逻辑運算符。如果其两个变量的真值都为“真”，其结果为“真”，否则其结果为“假”。

## 相关名称
基本符号：{\displaystyle \land }
英文名：logical conjunction
中文名：逻辑与，合取，交集，按位与，逻辑乘，与门，...
命题逻辑中的二元连接词合取，是一个两元算子，集合论中的交集算子，二进制中的逻辑乘算子，按位与（Bitwise AND），逻辑门中的“与”门（AND gate），编程语言中的&或and运算符等等。

## 基本定义
逻辑与（logical conjunction）是两个逻辑变量的一种运算，经常是两个命题的运算。它满足：当且仅当其两个变量的真值都为真时，其结果为真。
逻辑与{\displaystyle \land }是个二元算子，运算结果取值为真的条件是，当且仅当两个命题的取值都真时。命题是取值要么是真要么是假的二值语句，没有第三种取值，或说值域为{真，假}或是{T,F}或是{0,1}。未知真又未知假的语句是猜想；既真又假，既不真又不假的语句是悖论。
复合命题{\displaystyle ~A\land B}，读作A合取B，在GCT逻辑中，也叫联言命题。也有称为合取命题的。

## 真值表定义
A与B的真值表（也写作A {\displaystyle \land } B（逻辑学），A && B（计算机科学），或A{\displaystyle \cdot }B（电子学））。
{\displaystyle ~A\land B} 的真值表:
| 输入              | 输入              | 输出                     |
| {\displaystyle A} | {\displaystyle B} | {\displaystyle A\land B} |
| 真                | 真                | 真                       |
| 真                | 假                | 假                       |
| 假                | 真                | 假                       |
| 假                | 假                | 假                       |

## 推理規則

### 合成与分解规则

#### 合取引入规则
合取引入规则（∧+）（conjunction introduction rule）或联言推理的合成式，是经典逻辑中简单且有效的论证形式。这个论证形式有两个前提，A和B，可以直观地推出他们的合取。
其形式如下：
A,
B.
因此A且B.
形式化为：
{\displaystyle \mathbf {A} ,}
{\displaystyle \mathbf {B} }
{\displaystyle \vdash A\land B}
下面的例子是满足联言推理的合成式的论证：
小橘子是正妹。
小橘子是車神。
因此小橘子是正妹也是車神。
另一個例子如下：
1小于2
6大于5
因此，1小于2，而且6大于5。
還有一個例子如下：
有一些PSPACE問題不是NL問題
有一些EXPSPACE問題不是PSPACE問題
因此有一些EXPSPACE問題不是PSPACE問題，而且有一些PSPACE問題不是NL問題

#### 合取消去规则
合取消去规则（∧-）（Conjunction elimination rule）或联言推理的分解式，是另一个在经典逻辑中简单且有效的论证形式。从任何合取式中都可以直观地推论出两个前提中的任意一个。
其形式如下：
A且B。
因此A。
...或者，
A且B.
因此B.
用逻辑运算符描述为，
形式化为:
{\displaystyle A\land B}
{\displaystyle \vdash A}
或者,
{\displaystyle A\land B}
{\displaystyle \vdash B}
例如:
有一些EXPSPACE問題不是PSPACE問題，而且有一些PSPACE問題不是NL問題
因此有一些PSPACE問題不是NL問題
或者
有一些EXPSPACE問題不是PSPACE問題，而且有一些PSPACE問題不是NL問題
因此有一些EXPSPACE問題不是PSPACE問題
另一個例子如下：
1小于2，而且6大于5。
因此1小于2。
或者
1小于2，而且6大于5。
因此6大于5。
還有一個例子如下：
小橘子是正妹也是車神。
因此小橘子是正妹。
或者
小橘子是正妹也是車神。
因此小橘子是車神。

## 性质
逻辑与满足以下性质：
- 结合律: {\displaystyle A\land (B\land C)\equiv (A\land B)\land C}

- 交换律: {\displaystyle A\land B\equiv B\land A}

- 分配律: {\displaystyle (A\land (B\lor C))\equiv ((A\land B)\lor (A\land C))}

{\displaystyle (A\lor (B\land C))\equiv ((A\lor B)\land (A\lor C))}
- 幂等律: {\displaystyle A\land A\equiv A}

- 单调性: {\displaystyle (A\rightarrow B)\rightarrow ((C\land A)\rightarrow (C\land B))}

{\displaystyle (A\rightarrow B)\rightarrow ((A\land C)\rightarrow (B\land C))}
- 保真性: 所有变量的真值皆为“真”的命题在逻辑与运算后的结果为真。

- 保假性: 所有变量的真值皆为“假”的命题在逻辑与运算后的结果为假。

如果用二进制来表达真（1）和假（0），逻辑与运算与算术乘法运算一致。

## 计算机科学中的运用

与门

### 位运算
逻辑与常在位运算中使用，比如：
- 0 and 0 = 0
- 0 and 1 = 0
- 1 and 0 = 0
- 1 and 1 = 1

- 1100 and 1010 = 1000

### 编程中的使用
在高等计算机编程中，逻辑合取“与”通常由内置算符and或&号来表达。很多编程语言还提供与逻辑与相应的短路求值控制结构。
布尔“与”也在SQL的运算符中使用。有些数据库区分大小写，需要"AND"符号。
在计算机科学中，AND运算符可以用来构造位屏蔽，以选择二进制序列的一部分。比如10011101 AND 00001000 = 00001000用来取二进制序列的第五位。

## 交集运算
集合论中的交运算是用逻辑与来定义的：{\displaystyle x\in A\cap B} 当且仅当 {\displaystyle (x\in A)\land (x\in B)}。因此逻辑与有很多与交集运算相同的性质，诸如结合律，交换律，分配律，及德·摩根定律。

## 相关网页
- Wolfram Mathematics Conjunction （页面存档备份，存于）
- All Math Words Encyclopedia Conjunction （页面存档备份，存于）
- , , EMS Press, 2001 （英语）
- . （原始内容存档于May 6, 2017）.

template:Common logical symbols